# شان رابرتس
شان رابرتس (انگلیسی: Shawn Roberts؛ ۲ آوریل ۱۹۸۴) بازیگر اهل کانادا است. وی از سال ۱۹۹۷ میلادی تاکنون مشغول فعالیت بوده‌است.

## گزیدهٔ فیلم‌شناسی
- تریپل اکس: بازگشت زندر کیج (۲۰۱۷)
- رزیدنت ایول: قسمت پایانی (۲۰۱۷)
- رزیدنت ایول: قصاص (۲۰۱۲)
- رزیدنت ایول: زندگی پس از مرگ[۴] (۲۰۱۰)
- پرسی جکسون و المپ‌نشینان: دزد صاعقه (۲۰۱۰)
- لبه تاریکی (۲۰۱۰)
- عاشقتم، بث کوپر (۲۰۰۹)
- جهنده (۲۰۰۸)
- خاطرات مردگان (۲۰۰۷)
- مرد سال (۲۰۰۶)
- دوجینش ارزان‌تر است ۲ (۲۰۰۵)
- سرزمین مرده‌ها (۲۰۰۵)
- گرفتن جان‌ها (۲۰۰۴)
- جریمه (۲۰۰۳)
- مردان ایکس (۲۰۰۰)
- انتقام وایات ارپ (۱۹۸۷)